# 拉古薩共和國
拉古薩共和國（拉丁語：Respublica Ragusina）是1358年到1808年之間，以拉古薩（今克羅埃西亞的杜布羅夫尼克）為中心所存在的國家。它因1358年的扎拉条约（Pace di Zara）从威尼斯共和国独立，而匈牙利王国取得名义上的主权。在15至16世紀時受鄂圖曼帝國的保護，國力達到高峰，该国的贸易船只可以抵达受帝国控制的黑海，是當時亞德里亞海唯一能與威尼斯匹敵的城邦。1808年，因拿破崙的入侵而滅亡。國家格言是“自由勝過黃金”。